# Список национальных парков Германии
Национальные парки Германии — это ландшафты, которые служат делу сохранения природного многообразия редких видов растений и животных и имеют большое значение для биологического разнообразия. На май 2015 года в Германии насчитывается 16 национальных парков. Общая площадь всех парков составляет 10 478 км². Исключая морские территории Северного и Балтийского морей — это 2145 км², что составляет 0,6 % наземной территории Германии.

## Список парков
| №  | Название                                                                       | Основан | Площадь, га | На карте                                               | Изображение |
| -- | ------------------------------------------------------------------------------ | ------- | ----------- | ------------------------------------------------------ | ----------- |
| 1  | Баварский Лес (Nationalpark Bayerischer Wald)                                  | 1970    | 24 250      |                                                        |             |
| 2  | Берхтесгаден (Nationalpark Berchtesgaden)                                      | 1978    | 20 808      | Список национальных парков Германии (Германия) · Точка |             |
| 3  | Шлезвиг-Гольштейнские ватты (Nationalpark Schleswig-Holsteinisches Wattenmeer) | 1985    | 441 500     | Список национальных парков Германии (Германия) · Точка |             |
| 4  | Нижнесаксонские ватты (Nationalpark Niedersächsisches Wattenmeer)              | 1986    | 277 708     | Список национальных парков Германии (Германия) · Точка |             |
| 5  | Гамбургское Ваттовое море (Nationalpark Hamburgisches Wattenmeer)              | 1990    | 13 750      | Список национальных парков Германии (Германия) · Точка |             |
| 6  | Ясмунд (Nationalpark Jasmund)                                                  | 1990    | 3 003       | Список национальных парков Германии (Германия) · Точка |             |
| 7  | Мюриц (Nationalpark Müritz)                                                    | 1990    | 31 878      | Список национальных парков Германии (Германия) · Точка |             |
| 8  | Саксонская Швейцария (Nationalpark Sächsische Schweiz)                         | 1990    | 9 292       | Список национальных парков Германии (Германия) · Точка |             |
| 9  | Нижняя долина Одера (Nationalpark Unteres Odertal)                             | 1990    | 10 635      | Список национальных парков Германии (Германия) · Точка |             |
| 10 | Переднепомеранские лагуны (Nationalpark Vorpommersche Boddenlandschaft)        | 1990    | 80 500      | Список национальных парков Германии (Германия) · Точка |             |
| 11 | Хайних (Nationalpark Hainich)                                                  | 1997    | 7 600       | Список национальных парков Германии (Германия) · Точка |             |
| 12 | Айфель (Nationalpark Eifel)                                                    | 2004    | 10 700      | Список национальных парков Германии (Германия) · Точка |             |
| 13 | Национальный парк Келлервальд-Эдерзе (Nationalpark Kellerwald-Edersee)         | 2004    | 5 724       | Список национальных парков Германии (Германия) · Точка |             |
| 14 | Гарц (Nationalpark Harz)                                                       | 2006    | 24 700      | Список национальных парков Германии (Германия) · Точка |             |
| 15 | Шварцвальд (Nationalpark Schwarzwald)                                          | 2014    | 10 062      | Список национальных парков Германии (Германия) · Точка |             |
| 16 | Хунсрюк-Хохвальд (Nationalpark Hunsrück-Hochwald)                              | 2015    | 10 120      | Список национальных парков Германии (Германия) · Точка |             |
|    | Суммарно:                                                                      |         | 1 049 678   |                                                        |             |